# Amaranta Fernández
Amaranta Fernández Navarro (ur. 11 sierpnia 1983 r. w Mataró) – hiszpańska siatkarka, reprezentantka kraju, grająca na pozycji środkowej. W sezonie 2010/2011 i do połowy (odeszła z klubu 2 lutego 2012) sezonu 2011/2012 występowała w PlusLidze Kobiet, w drużynie Atom Trefl Sopot. 
Od 2013 gra w siatkówkę plażową. Jej partnerką jest Ester Ribera, z którą brała udział w Igrzyskach Europejskich. Była kapitanem reprezentacji Hiszpanii podczas Mistrzostw Europy w 2009 roku.

## Kluby
| Lata            | Kluby                        |
| --------------- | ---------------------------- |
| 2001–2002       | CVB Barça                    |
| 2002–2004       | Universidad de Burgos        |
| 2004–2006       | CV Albacete                  |
| 2006–2008       | Gruppo Murcia 2005           |
| 2008–2009       | Tena Santeramo               |
| 2009–2010       | Riso Scotti Pawia            |
| 2010–02.02.2012 | Atom Trefl Sopot             |
| 2012–2013       | Chieri Volley                |
| 2015–2016       | Naturhouse Ciudad de Logroño |

## Sukcesy klubowe
Mistrzostwo Hiszpanii:
- 2007, 2008, 2016
- 2003, 2005

Superpuchar Hiszpanii:
- 2006, 2007, 2015

Puchar Królowej Hiszpanii:
- 2007, 2008, 2016

Puchar Top Teams:
- 2007

Mistrzostwo Polski:
- 2011